# 현대생활백서
《현대생활백서》는 2005년에 대한민국의 이동 통신 회사인 SK텔레콤이 발행한 도서이다. 휴대 전화와 관련된 일상을 170편에 걸쳐서 다루었으며, 온라인·오프라인 서점에서는 판매되지 않고 SK텔레콤 대리점에서 고객들을 대상으로 한 비매품 형식으로 출시되었다.
이와 함께 위 책을 원작으로 한 광고가 제작되어 텔레비전을 통해 방송되었으며, 이문세, 최화정, 차범근이 내레이션을 맡았다. 2005년 8월 13일에 방송된 KBS의 텔레비전 프로그램 《스펀지》에서는 《현대생활백서》에 대한 내용을 방송하였다. 하지만 이를 본 시청자들은 특정 이동 통신사에 대한 간접광고라고 하여 소재 선택에 주의를 기울여 달라는 의견을 나타내었다.

## 에피소드 목록
| - 1. 간식 건내기 - 2. 강의실 숙면법 - 3. 게임의 법칙 (입문) - 4. 게임의 법칙 (초급) - 5. 게임의 법칙 (중급) - 6. 게임의 법칙 (고급) - 7. 고장인가요 - 8. 공주암 말기 - 9. 공주의 품위 유지 - 10. 교실 노래방 - 11. 구름 관중 - 12. 군대 가는 것을 실감하는 순간 - 13. 군중 속의 고독 - 14. 권태기 - 15. 귀뚜라미 - 16. 그림의 떡 - 17. 길 묻기 - 18. 나한테 말하는 건가? - 19. 내가 찍을게 - 20. 내숭 - 21. 넌 내 꺼야! - 22. 느림의 미(味)학 - 23. 닭살 문자 Best 5 - 24. 도끼로 제 발등 찍는다 - 25. 동성 커플 - 26. 뒷북 - 27. DMB 다이어트 - 28. 디지털 빨간 책 - 29. 디지털 필기 - 30. 레터링으로 보는 인간 유형 - 31. 로또 당첨 - 32. 만능 리모컨 - 33. 말보다 행동 - 34. 망연자실 | - 35. 머피의 법칙 상편 - 36. 머피의 법칙 하편 - 37. 멜론 세대 - 38. 모바일 모기향 - 39. 모바일 온정 - 40. 모바일족 - 41. 무인도 - 42. 문어발 - 43. 문자 되새김질 - 44. 문자 융단 폭격 - 45. 미니멀리즘 - 46. 미시적 독서 - 47. 미팅 상대 정하기 - 48. 미필적 고의 - 49. 바보 온달 - 50. 박애주의 - 51. 반갑지 않은 문자 - 52. 배보다 배꼽이 더 크다 - 53. 백문이 불여일견 - 54. 버스보다 지하철이 좋은 이유 - 55. 번호 따기 - 56. 베스트 프렌즈 - 57. 부르주아 - 58. 부모님 세대의 휴대폰 사용법 - 59. 분쟁 심화 - 60. 분쟁 해소 - 61. 불법 동영상 유포 - 62. 비상사태 - 63. 비정규직 - 64. 사랑의 대리운전 - 65. 사전 심사 - 66. 새로운 벨소리 즐기기 - 67. 생활의 지혜: 공짜 컬러링 받기 - 68. 생활의 지혜: 디지털 갈비 세트 | - 69. 생활의 지혜: 짠돌이 상편 - 70. 생활의 지혜: 짠돌이 하편 - 71. 생활의 지혜: 접근 방법 - 72. 성별 감식법 - 73. 소 잃고 외양간 고친다 - 74. 손가락 운동 - 75. 손톱 깎기 - 76. 솥뚜껑 증후군 - 77. 수고하십니다 - 78. 스테디셀러 문자 - 79. 스토커 추적법 - 80. 스트레스 해소 - 81. 신선 놀음에 도끼자루 썩는 줄 모른다 - 82. 심증은 있는데 물증이 없다 - 83. 알람의 변천사 - 84. 암수 한 몸 - 85. 압수된 휴대폰을 찾는 법 - 86. 애국심 - 87. 애인과 휴대폰의 공통점 - 88. 애인으로 살아남기 - 89. 액정 시계의 저주 - 90. 약속 장소 - 91. 양다리 물증 확보하는 법 - 92. 언행일치 - 93. 엄지의 힘 - 94. 엉덩이가 걸었어요 - 95. 엎친 데 덮친 격 - 96. 에스페란토어 - 97. 여가 선용 - 98. 여고괴담 - 99. 여름철 휴대폰 관리 3계명 - 100. 여보세요 - 101. 연애 중 - 102. 오늘의 운세 | - 103. 오늘의 할 일 - 104. 요람에서 무덤까지 - 105. 우정 - 106. 원격 코디 - 107. 유비무환 - 108. 유비쿼터스 - 109. 은행 - 110. 이별 통보 - 111. 이심전심 - 112. 인생의 BGM - 113. 자료 첨부 상편 - 114. 자료 첨부 하편 - 115. 작지만 꼭 필요한 효도 - 116. 잘못 온 문자 대처법 - 117. 짝퉁 DMB - 118. 짝퉁 모네타 - 119. 전문 용어 - 120. 절세 미녀 - 121. 주마가편 - 122. 죽 쒀서 개 준다 - 123. 지성파 - 124. 징크스 - 125. 처음 만난 사람과 대화하는 법 - 126. 첫 문자 - 127. 축지법 - 128. 치매 예방법 - 129. 키스 - 130. 텔레파시 - 131. 투명 인간 - 132. 파블로프의 개 - 133. 평생 교육 - 134. 표리부동 - 135. 프러포즈 - 136. 피노키오 | - 137. 학주의 엔딩 멘트 - 138. 휴대폰 요금 질책에 대한 완벽 대처법 - 139. 휴대폰 작두 - 140. 허니문 - 141. 헤어진 다음 날 - 142. 혼자 놀기 상편 - 143. 혼자 놀기 하편 - 144. 화장실 에티켓 상편 - 145. 화장실 에티켓 하편 - 146. 회의 중입니다 - 147. 휴대폰 돌리기 - 148. 휴대폰 레이싱 - 149. 휴대폰 손전등 - 150. 휴대폰 연주 - 151. 휴대폰 1인극 - 152. 휴대폰 자살 - 153. 건망증 - 154. 격세지감 - 155. 경계 근무 - 156. 구슬이 서 말이라도 꿰어야 보배 - 157. 나비 효과 - 158. 다된 밥에 재 뿌리기 - 159. 도구의 인간 - 160. 돼지 목에 진주 목걸이 - 161. 두뇌 계발 - 162. 미안하다 문자 보낸다 - 163. 벽돌 - 164. 삼십육계 - 165. 세대별 휴대폰 구입 기준 - 166. 억울한 유부남 - 167. 우리 애가 걸었어요 - 168. 재롱 잔치 - 169. 키팅 선생님이 되는 방법 - 170. 품위 유머 |

## 패러디
- 대한민국 공군 사이버 홍보실에서 현역 장병들의 생활을 알 수 있게 《현대생활백서》를 패러디한 〈장병생활백서〉를 제작하여 인터넷에 공개하였다.
- 2006년과 2007년 사이에 한국방송공사(KBS)의 개그 프로그램 《개그콘서트》에서 《현대생활백서》의 한 글자를 고친 〈현대생활백수〉라는 코너가 방영되었다. 이 코너의 내용은 파란 트레이닝복을 착용한 한 무직자(고혜성)가 아무 곳(치킨집, 중화요리점 등)에 전화를 해서 전화를 받는 사람(강일구)과 입씨름을 하는 것이다. 이 코너는 "안 되겠니?"와 "대한민국에서 안 되는 게 어딨니? 다 되지." 등의 유행어를 남겼다.